# وهم سبق الرؤية

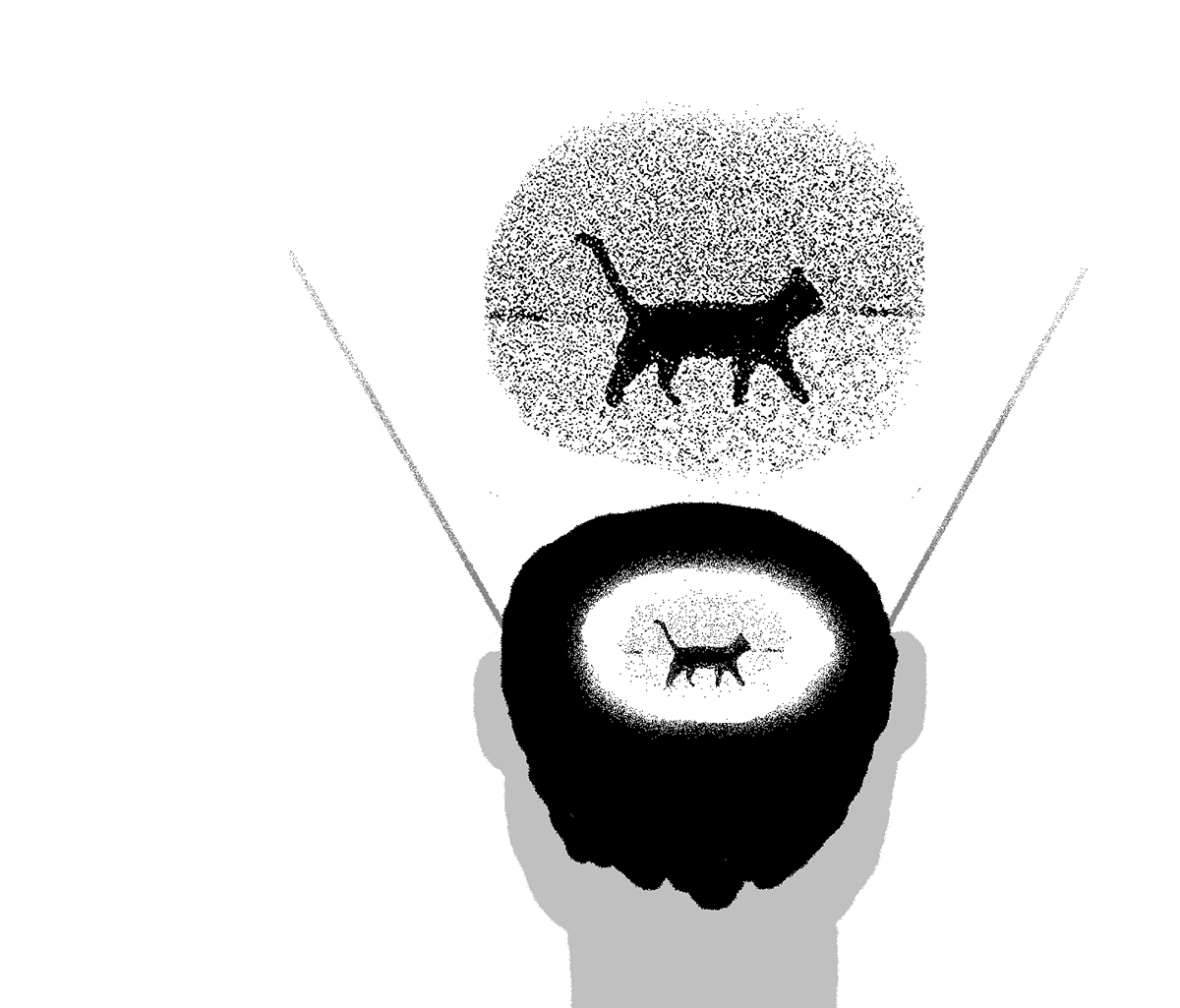
رسم توضيحي.

وهم سبق الرؤية أو ديجا فو أو الاستئلاف أو ألفة المنظر أو سَبَقَت رؤيتُه أو سبق رؤيتُه أو شُوهِد قبلًا (بالفرنسية: Déjà-vu) أو ديجاڤو كلمة فرنسية تعني «شوهد من قبل»، في إشارة إلى ظاهرة أَطلق عليها هذا الاسم العالمُ إميل بويرك في كتابه مستقبل علم النفس. ويقسمها بعض علماء النفس إلى ثلاثة أنواع: déjà vécu «رُئِيَ سابقاً», وdéjà senti «شُعِرَ به سابقاً» وdéjà visité «زِيْرَ سابقاً». وديجا فو هي الشعور الذي يشعر به الفرد بأنه رأى أو عاش الموقف الحاضر من قبل. يلازم هذه الظاهرة شعور بالمعرفة المسبقة وشعور بـ«الرهبة» و«الغرابة» أو ما سماه عالم النفس فرويد بـ«الأمر الخارق للطبيعة». التجربة السابقة التي يهيأ لنا بأننا عشناها عادة ما تكون زارتنا في أحد أحلامنا. ولكن في بعض الحالات ثبتت بأن فعلاً ما نشعر بأنه موقف سابق قد كان حقيقة ووقع في الماضي والآن يعاد.

## البحث العلمي
التفسير العلمي الأكثر دقة لهذه الظاهرة ربما يرجع إلى شذوذ الذاكرة حينما تعطي مشاعر خاطئة تقول للمخ بأننا عشنا هذا الموقف من قبل لكننا لا نستطيع تذكر تفاصيل الموقف «السابق» (أين، متى، كيف). عندما يمر الوقت، الشخص يستطيع استرجاع بعض التفاصيل المشوّشة في الحادثة الجديدة ولكن من المستحيل استرجاع تفاصيل الحالة الأولى (والتي كانت في بالهم عندما كانوا في الحادثة الجديدة!) وهذا عادة ما يكون بسبب تشابك في الأعصاب المسؤولة عن الذاكرة قصيرة المدى والذاكرة طويلة المدى. الأحداث تتخزن في الذاكرة قبل أن تذهب إلى قسم الوعي في المخ البشري وتعالج هناك.
الدماغ يختزن الذكريات في منطقة عروية في وسطه تسمى الحصين hippocampus . لكن دراسة جديدة تفترض ان جزء صغير منه يسمى التلفيف المسنن dentate gyrus مسؤول عن الذكريات المتسلسلة، أي التي تسمح لنا بالتمييز بين الاحداث والمواقف المتشابهة.
قام البروفسوران سوسومو تونيجاوا وتوماس ماكهوج من معهد ماساشوستس باستيلاد فئران لا تعمل منطقة الحصين لديها بكفاءة تامة وكانت النتيجة ان عجزت الجرذان عن التمييز بين موقفين متشابهين. ويقول تونيجاوا:(ان الأمر لا يدعو إلى الاستغراب عندما تدرك ان خلايا التلفيف المسنن تتعرض للتلف)
هنالك أيضا تفسير علمي آخر لظاهرة (دِيْ چاڤو) وهذا التفسير يتعلق بحاسة النظر. النظرية تقول بأن إحدى العينان تسجل الحادثة أسرع قليلاً عن العين الأخرى، فبعد لحظات قصيرة عندما تقع الحادثة، يُخيل لنا بأننا رأينا هذا الموقف من قبل! لكن من عيوب هذه النظرية أنها لا تقدم تفسير لتداخل الحواس الأخرى في الحادثة، كالسمع واللمس (كأن نشعر بأن أحداً من قبل ضرب يدنا اليسرى). وأيضا من عيوب هذه النظرية بأن الــ (دَيْ چاڤو) حدث عند أُناس لا يرون إلا بعين واحدة (أعور).
على كل حال هذه الظاهرة يمكن تفسيرها عمومًا بقول أن هناك عدم توافق زمني في تسجيل الأحداث في نصفي الدماغ الأيمن والأيسر.

### اضطرابات نفسية
بعض العلماء حاول إيجاد رابط بين ظاهرة (ديجا ڤو) وبين بعض الأمراض النفسية كانفصام الشخصية والقلق ولكنهم فشلوا. ليس هناك أي علاقة بين هذه الظاهرة وبين هذه الأمراض. العلاقة الأقوى وُجِدَت بين (دَيْ چاڤو) ومرض صرع الفص الصدغي في المخ. وهذه العلاقة قادت بعض العلماء للتأكيد بأن هذه الظاهرة هي نتاج لخلل في عملية تفريغ الشحنات الكهربائية في المخ. الكثير من الناس يشعر ب«رعشة» سريعة في بعض الحالات (قُبيل النوم بلحظات), وهذه الرعشة يرجّح بأنها تحدث أثناء الـ (دَيْ چاڤو) مما تسبب شعور خاطئ في الذاكرة. الذين يشعرون بهذه الرعشات على الدوام، يعانون من تكرار حالة (دَيْ چاڤو) ولكن أغلبها يكون صوتي، حيث يُخيّل له بأنه سمع هذا الصوت من قبل.

### تأثير بعض الأدوية
بعض الأدوية ترفع نسبة حدوث الـ (دَيْ چاڤو). في عام 2002, تمكن عالمان من دراسة رجل ظهرت عليه علامات الـ (دَيْ چاڤو) عندما تناول دواء الـ (أمانتادين) و (فَنيلبروبانولامين ) لعلاج أعراض انفلونزا حلّت به. في الحقيقة، هذا الرجل أحبّ هذا الشعور وأكمل الدراسة وبدأ يزور طبيبه النفسي لتسجيل ما يشعر به. هذان العالمان وصلا لنظرية بأن الـ (دَيْ چاڤو) هو نتيجة تأثير المعدلات العالية من مادة الـ (دوبامين)أحد الموصلات العصبية للمخ على بعض الخلايا في الفص الصدغي للمخ.

### تفسيرات تعتمد على الذاكرة
الشبه بين المقدمات التي تحفّز ظاهرة الـ (دَيْ چاڤو) وبين تلك التي تحفّز بعض الذكريات في المخ هي تفسير آخر. أي أن بعض المشاعر الحالية تجلب لنا تفاصيل حوادث سابقة في الماضي فهنا تحدث ظاهرة الـ (دَيْ چاڤو). هذا التفسير يتيح للعلماء تطوير العديد من الأبحاث التي من شأنها أن تخلق حالات (دَيْ چاڤو) حسب الطلب لدراستها تحت ظروف علمية. بعض العلماء يعتقد بأن الـ (دَيْ چاڤو) تتعلق بوظيفة الإدراك المألوف في الذاكرة. وأيضا هناك تفسير آخر يقول بأن الـ (دَيْ چاڤو) ما هي إلا نتيجة معلومات قد تعلمناها من قبل ولكن نسيناها والآن استطعنا استرجاعها فيُخيّل لنا بأننا نعيش الموقف مرتين (المخ البشري لا يمسح أي معلومة سجلها وإن نسيناها).

## ظواهر مشابهة
- جامي فو

وهو تعبير فرنسي يعني (لم أراه من قبل) وهي حالة نفسية فيها لا يستطيع الفرد أن يتذكر أي موقف مألوف لما رآه من قبل. وهي عكس ظاهرة (دَيْجاڤو). الفرد هنا يأتيه شعور «غريب» و «رهيب» لرؤية المنظر لأول مرة بالرغم بأن منطقه وعقله يخبره بأنه رآه من قبل. هذه الظاهرة تحدث كثيرا عندما ننسى تذكر كلمة أو اسم معين للحظات معدودة.
- (بريسكو ڤو) أو "طرف اللسان"

وهي تشبه الـ (دَيْ چاڤو) ولكنها تختلف عنها. في هذه الحالة الفرد لا يستطيع تذكر كلمة يعرفها من قبل، لكن مع الإصرار يستطيع أن يتذكرها. والفرق بين هذه الظاهرة والـ (دَيْ چاڤو), بأن (دَيْ چاڤو) هو الشعور بأن الموقف الحالي قد مرّ علينا من قبل ولكن التفاصيل غير معروفة لأن الموقف أصلاً لم يحدث سابقاً. عندما يشعر الإنسان بظاهرة (بريسكو ڤو) عادة ما يقول «هي على طرف لساني» ! وهذه الحالة عادة ما تحدث عند المرضى بالصرع وأولئك الذين يعانون خللاً معيناً في النصف الأيسر من المخ.
- (دَيْچا انتندو)

ومعناها (سمعتها من قبل) وهو الشعور بأننا قد سمعنا هذا الشيء من قبل ولكننا لا نعرف التفاصيل تماماً.